# Finncomm Airlines
Finncomm Airlines war eine private finnische Fluggesellschaft mit Sitz in Seinäjoki.

## Geschichte

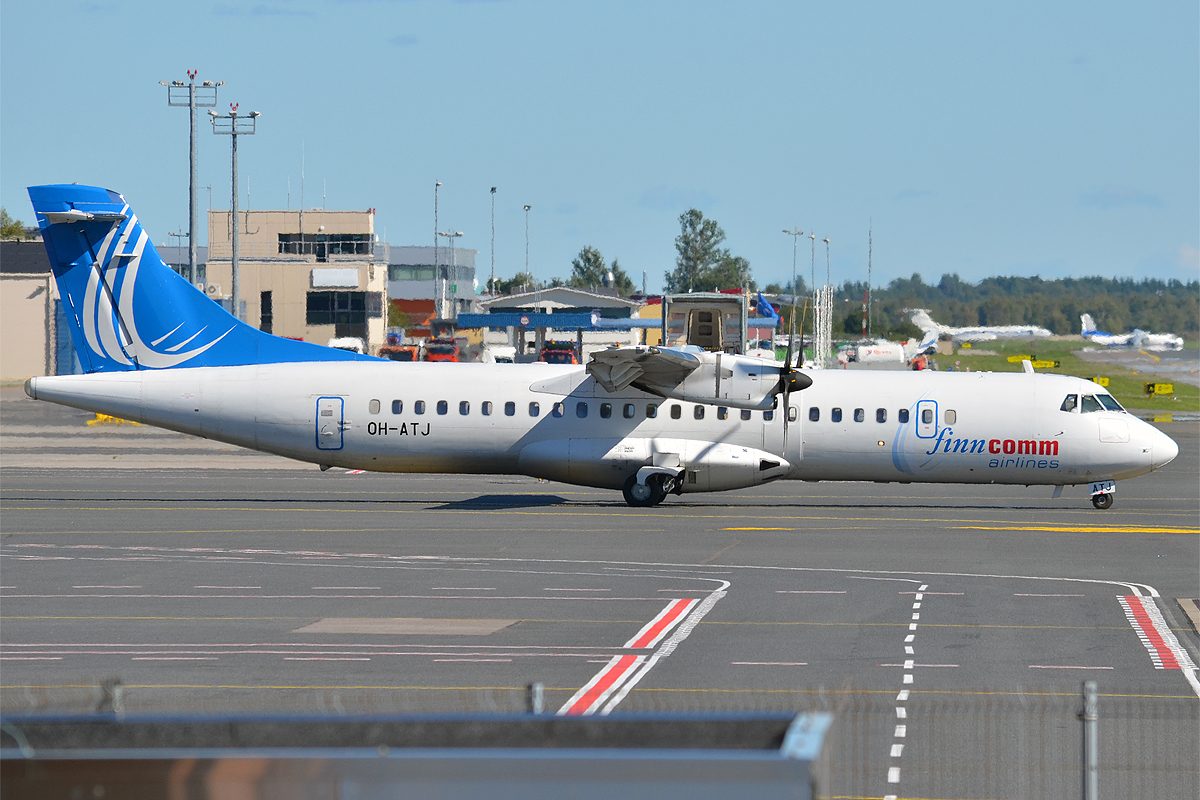
Eine ATR 72 der Finncomm 2009

Das Unternehmen wurde 1993 von Vater Heikki und seinem Sohn Juhani Pakari als Air Botnia (die heutige Blue1) gegründet.
1996 verkauften sie ihre Anteile an SAS, gründeten ein Lufttaxiunternehmen und kooperierten seit 1998 mit Finnair. Seitdem flog Finncomm unter anderem Zubringerdienste im Auftrag von Finnair. Einige Strecken wurden exklusiv von Finncomm bedient. Finncomm beschäftigte 2006 ungefähr 165 Mitarbeiter.
Im Juli 2011 wurde bekannt, dass Finncomm durch ein Joint-Venture aus Flybe und Finnair aufgekauft wurde und in Zukunft als neue Gesellschaft Flybe Nordic firmieren wird.

## Flugziele
Finncomm betrieb internationale Strecken von Finnland nach Oslo, Norrköping, Tallinn und Stuttgart. Daneben werden zahlreiche finnische Städte bedient, wie etwa Jyväskylä, Joensuu, Kemi-Tornio, Kokkola-Jakobstad, Kuopio, Kuusamo, Pori, Savonlinna, Tampere, Turku, Vaasa oder Varkaus. An Wochenenden wurde der Flugplan reduziert. Saisonal wurden zudem Skiorte im hohen Norden, wie Enontekiö, Kittilä und Kuusamo angeflogen.

## Flotte

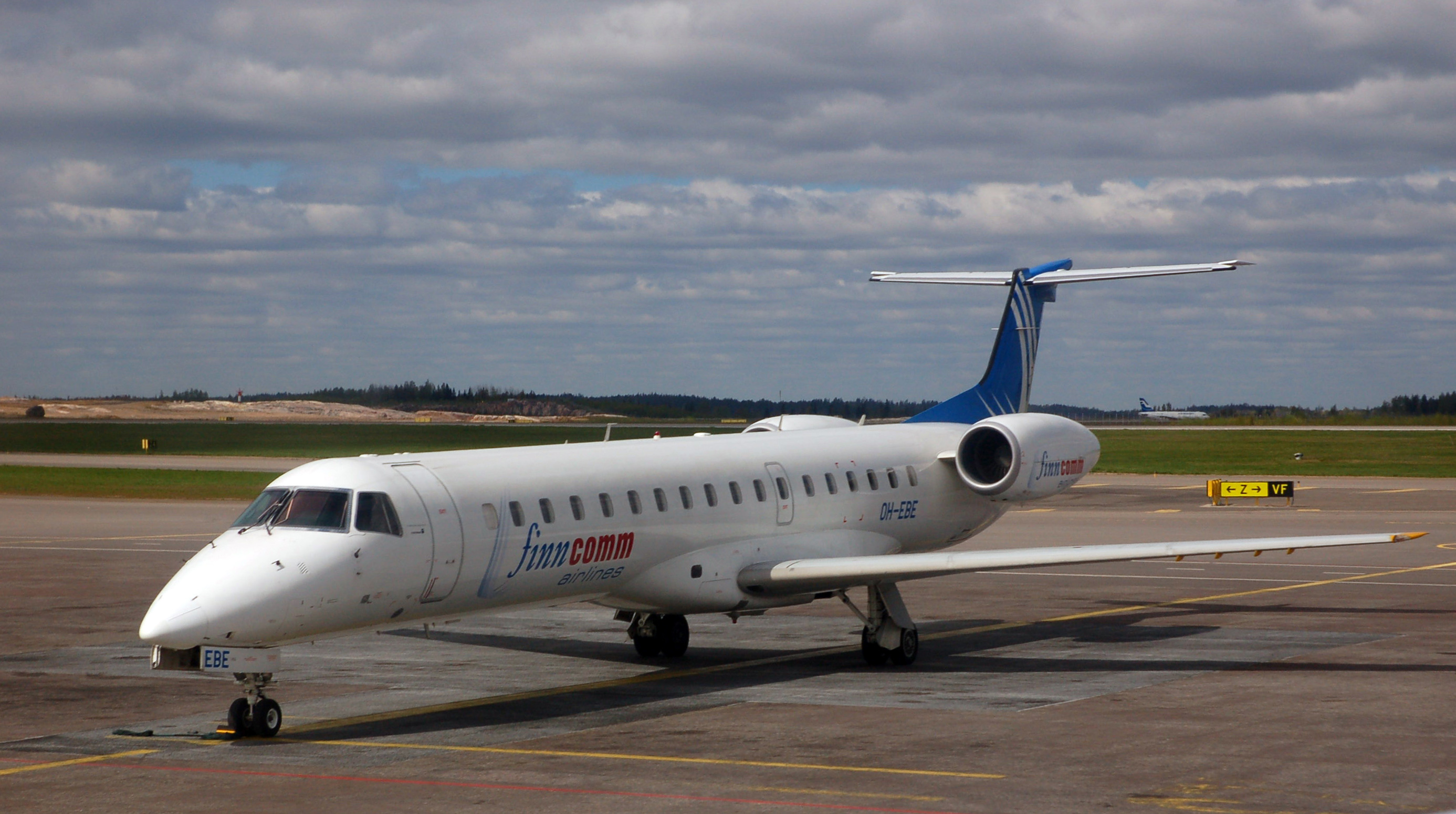
Eine Embraer 145 der Finncomm 2009

Mit Stand Juli 2011 bestand die Flotte der Finncomm aus 14 Flugzeugen:
- 4 ATR 42-500
- 8 ATR 72-500
- 2 Embraer 170